# WASP-18b

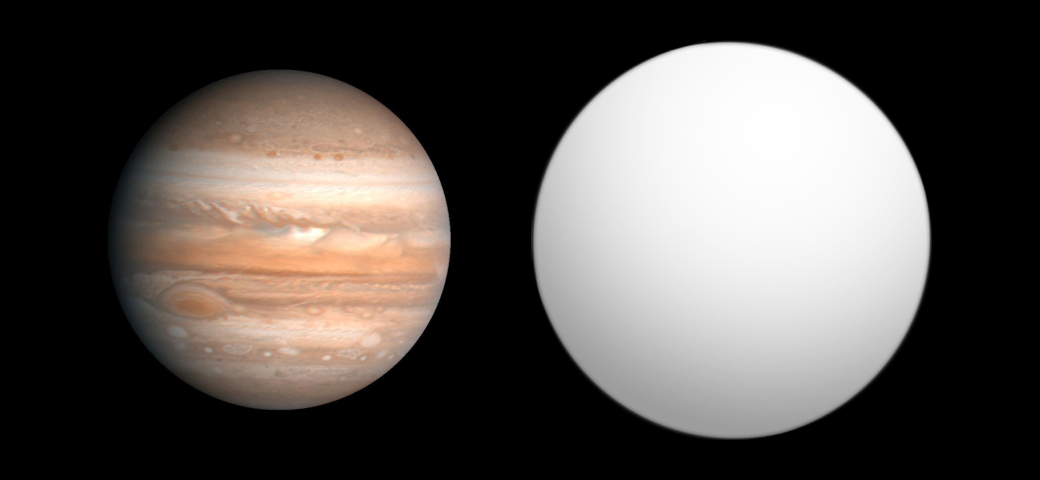

WASP-18b는 봉황자리 방향으로 지구로부터 약 325광년 떨어진 곳에 있는 항성 WASP-18을 돌고 있는 외계 행성이다. 이 행성은 어머니 항성을 1일이 채 못 되는 짧은 주기를 갖고 돌고 있다. 영국 킬 대학 천체물리학 교수 코엘 헬리어가 이 행성을 처음 발견했다.
질량은 목성의 10배 정도로 행성과 갈색 왜성의 경계 기준인 목성질량 13배에 가깝다. WASP-18b는 대부분의 외계 행성들과는 달리 행성이 항성과 우리 시야 사이를 지나가면서 빛을 일정량 가리는 행성횡단법을 통해 발견되었다. 따라서 값이 크게 늘어날 확률이 있는 다른 행성들과는 달리, b의 질량은 거의 정확하다고 볼 수 있다.
특이한 점은, WASP-18b는 조석감속 때문에 항성으로 나선형의 운동 궤도를 그리며 빨려들어가는 중이며, 약 1백만 년 이내로 항성에 먹히게 될 것이라고 한다. 현재 항성과 b가 떨어진 거리는 약 190만 킬로미터로, 이는 태양반경의 3배가 채 되지 않는 거리이다.
킬 대학 및 메릴랜드 대학 소속 과학자들은 이 행성이 진정으로 죽음 직전(전체 수명의 0.1 퍼센트만 남아 있다고 예상하고 있음)에 놓여 있는지, 아니면 예상했던 것보다 죽음이 훨씬 더 늦춰지고 있는지의 여부를 조사하고 있다. 과학자들은 앞으로 10년의 기간을 두고 이 행성을 관측하면, 행성이 항성에 흡수될 운명에 있는지, 아니면 오랫동안 궤도를 유지할 수 있을지 확인이 가능할 것이라고 밝혔다.
우리 태양계 내에 WASP-18b와 흡사한 사례로 화성의 위성 포보스를 들 수 있다. 포보스는 화성에서 불과 1만 킬로미터밖에 떨어져 있지 않으며(이는 달과 지구 사이 거리의 40분의 1에 불과하다), 1,100만 년 이내로 화성에 충돌할 것으로 예측된다.